# Константінос Ікономідіс
Константінос Ікономідіс (нар. 2 листопада 1977) — колишній грецький тенісист.
Найвищу одиночну позицію світового рейтингу — 112 місце досяг 5 лютого 2007, парну — 152 місце — 23 квітня 2007 року.
Найвищим досягненням на турнірах Великого шолома було 2 коло в одиночному та парному розрядах.
Завершив кар'єру 2016 року.

## Одиночний розряд Титули
| Легенда (одиночний розряд) |
| Великий шлем (0)           |
| Tennis Masters Cup (0)     |
| Серія Мастерс ATP (0)      |
| Тур ATP (0)                |
| Челленджери (5)            |
| Ф'ючерси (18)              |

| Ранг | Дата              | Турнір          | Покриття | Суперник у фіналі     | Рахунок       |
| 1.   | 28 червня 1999    | Александруполіс | Ґрунт    | Сіріль Сольньє        | 6–4, 4–6, 6–4 |
| 2.   | 26 червня 2000    | Нафпліон        | Тверде   | Ферран Вентура        | 6–4, 6–0      |
| 3.   | 3 липня 2000      | Яніна           | Тверде   | Срінатх Прахлад       | 6–2, 6–2      |
| 4.   | 23 жовтня 2000    | Ханья           | Тверде   | Іван Вайда            | 4–6, 6–4, 6–4 |
| 5.   | 2 липня 2001      | Бухарест        | Ґрунт    | Віктор Генеску        | 6–7, 6–2, 6–1 |
| 6.   | 8 жовтня 2001     | Барселона       | Ґрунт    | Ніколя Кутло          | 7–6, 6–1      |
| 7.   | 6 травня 2002     | Монтего-Бей     | Тверде   | Феліпе Парада         | 6–4, 6–4      |
| 8.   | 20 травня 2002    | Монтего-Бей     | Тверде   | Нікос Ровас           | 6–4, 7–6      |
| 9.   | 10 березня 2003   | Фару            | Тверде   | Гільєрмо Гарсія-Лопес | 6–4, 6–1      |
| 10.  | 6 жовтня 2003     | Салоніки        | Тверде   | Теодорос Ангелінос    | 6–0, 6–4      |
| 11.  | 13 жовтня 2003    | Ламія           | Тверде   | Ілія Кушев            | 2–6, 6–4, 6–1 |
| 12.  | 24 листопада 2003 | Гран-Канарія    | Ґрунт    | Іван Наварро          | 6–1, 3–6, 6–2 |
| 13.  | 25 жовтня 2004    | Бангкок         | Тверде   | Гійом Лега            | 6–2, 6–4      |
| 14.  | 18 квітня 2005    | Сірос           | Тверде   | Тодор Енев            | 6–3, 6–1      |
| 15.  | 6 лютого 2006     | Берні           | Тверде   | Ейлун Джонс           | 6–4, 6–2      |
| 16.  | 27 лютого 2006    | Бленім          | Тверде   | Скотт Ліпскі          | 6–0, 6–7, 6–2 |
| 17.  | 6 березня 2006    | Гамільтон       | Тверде   | Джеймі Бейкер         | 6–4, 6–0      |
| 18.  | 13 березня 2006   | Лайнем          | Ґрунт    | Дам'ян Патріарка      | 6–1, 6–4      |
| 19.  | 20 березня 2006   | Бернсдейл       | Ґрунт    | Адам Фіні             | 6–3, 6–2      |
| 20.  | 27 березня 2006   | Сейл            | Ґрунт    | Радім Житко           | 6–2, 6–1      |
| 21.  | 26 червня 2006    | Constanţa       | Ґрунт    | Адріан Унгур          | 6–4, 6–4      |
| 22.  | 14 серпня 2006    | Корденонс       | Ґрунт    | Матьє Монкур          | 6–3, 6–2      |
| 23.  | 17 вересня 2007   | Баня-Лука       | Ґрунт    | Іван Наварро          | 7–6, 6–4      |

## Виступи у турнірах Великого шолома
| W | Ф | ПФ | ЧФ | #Р | КТ | К# | DNQ | A | NH |

| Турнір                                 | 1998 | 1999 | 2000 | 2001 | 2002 | 2003 | 2004 | 2005 | 2006 | 2007 | 2008 | 2009-16 | Career SR | Career В-П |
| -------------------------------------- | ---- | ---- | ---- | ---- | ---- | ---- | ---- | ---- | ---- | ---- | ---- | ------- | --------- | ---------- |
| Турніри Великого шолома                |      |      |      |      |      |      |      |      |      |      |      |         |           |            |
| Відкритий чемпіонат Австралії з тенісу |      |      | К2р  |      | К1р  | К3р  | К3р  | К2р  |      | К3р  | 1р   |         | 0 / 1     | 0–1        |
| Відкритий чемпіонат Франції з тенісу   |      |      |      |      |      |      | К2р  |      | К1р  | 2р   | К2р  |         | 0 / 1     | 1–1        |
| Вімблдонський турнір                   |      |      |      |      | 1р   | 1р   |      |      | К2р  | К1р  |      |         | 0 / 2     | 0–2        |
| Відкритий чемпіонат США з тенісу       |      |      |      |      | К2р  |      | К2р  |      |      | К1р  |      |         | 0 / 0     | 0–0        |